# وتهیری
وتهیری (به لاتین: Vathiri) یک منطقهٔ مسکونی در سری‌لانکا است که در استان شمالی (سری‌لانکا) واقع شده‌است.